# 新民主義
新民主義（しんみんしゅぎ）とは、中国国民党の三民主義及び中国共産党の共産主義への対抗として、日本の傀儡政権である中華民国臨時政府（同じく傀儡政権であった汪兆銘政権の前身のひとつ）が唱道した、東洋思想を基に西洋思想を導入した新しい主義である。「新民」とは、儒教の経書の一つである大学にある「大学之道、在明明徳、在新民、在止於至善」つまり、「明徳を明らかにし、民を新たにす」という故事に由来している。
新民主義では、「独立の自由は唯自力更生によつて始めて成功し得る」とされていた。